# فاسيلي دوكوتشاييف

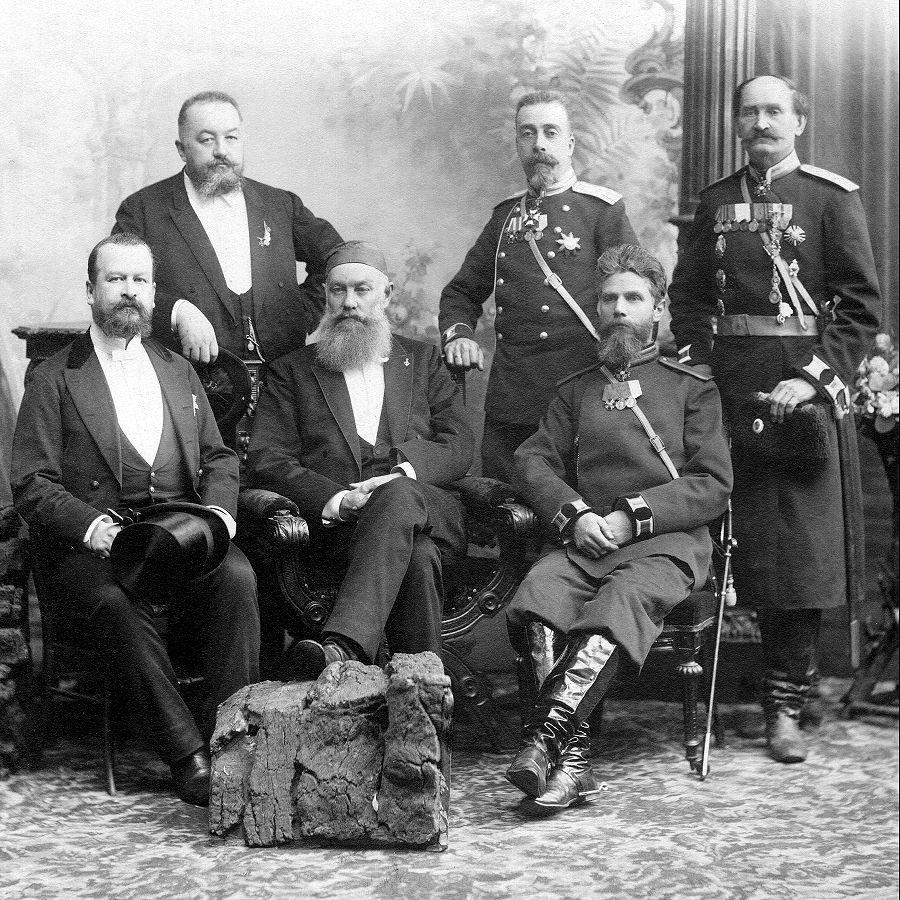
فاسيلي دوكوتشاييف

فاسيلي دوكوتشاييفسك (Васи́лий Васи́льевич Докуча́ев) هو جغرافي روسي.